# رون دونبار
رون دونبار (بالإنجليزية: Ron Dunbar)‏ هو منتج أسطوانات وكاتب أغاني أمريكي، ولد في 15 أبريل 1939، وتوفي في 4 أبريل 2018.

## وصلات خارجية
- رون دونبار على موقع IMDb (الإنجليزية)
- رون دونبار على موقع ميوزك برينز (الإنجليزية)
- رون دونبار على موقع أول ميوزيك (الإنجليزية)
- رون دونبار على موقع أول ميوزيك (الإنجليزية)
- رون دونبار على موقع ديسكوغز (الإنجليزية)